# Ainsley Robinson
Ainsley Robinson (ur. 6 grudnia 1971) – kanadyjski zapaśnik w stylu klasycznym. Olimpijczyk z Atlanty 1996, gdzie zajął 18. miejsce w kategorii 62 kg. Od 2008 roku zawodnik mieszanych sztuk walki (MMA).